# Zamek w Gołańczy
Zamek w Gołańczy – zabytkowy zamek w ruinie z XV wieku w Gołańczy.

## Historia zamku

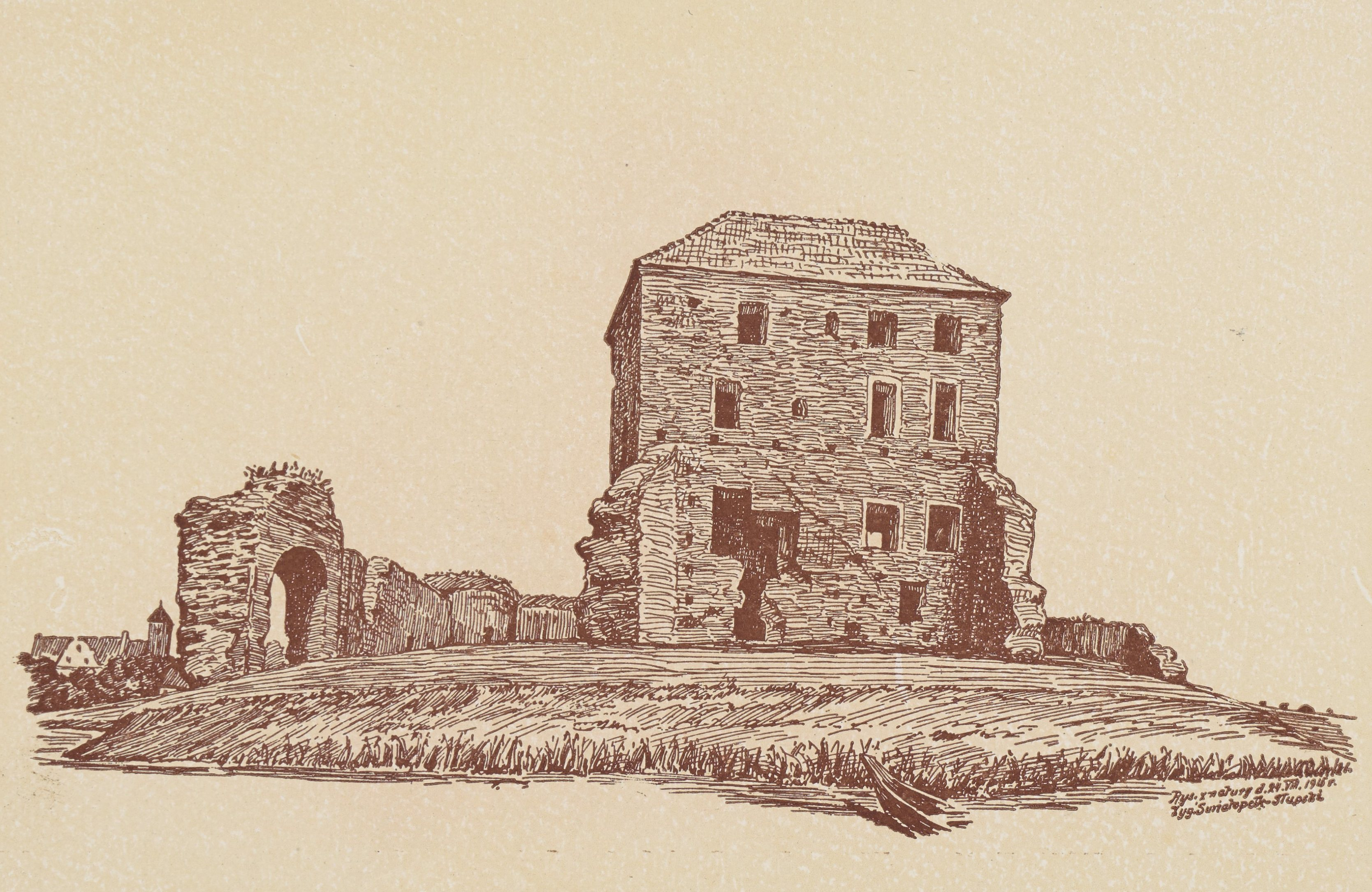
Widok sprzed 1917

W XIII wieku Gołańcz należała do możnego w czasach Łokietka rodu Pałuków. Przypuszczalnie to z inicjatywy biskupa włocławskiego Macieja z Gołańczy rozpoczęto w 2 połowie XIV wieku budować murowaną wieżę mieszkalną, w typie donżonu. Po śmierci biskupa Macieja z Gołańczy w 1368 roku budowę górnych dwóch kondygnacji kontynuował jego bratanek sędzia kaliski Tomisław z Gołańczy. Wieża miała pięć kondygnacji, węzeł sanitarny i urządzenia grzewcze. Badania  wykazały, że wieżę zbudowano na cyplu, który z trzech stron oblewały wody jeziora Smolary, a od czwartej strony dostęp do zamku odcięto fosą.
W połowie XV wieku ostatni przedstawiciele rodu Pałuków Michał Gołaniecki i Andrzej Gołaniecki wybudowali mur obwodowy od strony północnej, bramę i narożną wieżę cylindryczną (Basztkę) o wysokości prawie 7 metrów, średnicy nieco ponad 5 metrów, która służyła w dolnej części za więzienie. 
Po nich właścicielami zamku zostali Grudzińscy. Przypuszczalnie Maciej Grudziński (zm. 1513) dokończył budowę muru obwodowego od strony południowej, wybrukował teren międzymurza, wybudował ganek, który wiódł do wykusza latrynowego, a także zbudował pomocnicze, drewniane budynki w przestrzeni zamku dolnego. Na początku XVII wieku budowlę wraz z okolicznymi dobrami kupili Smoguleccy.
W czasie potopu szwedzkiego 3 maja 1656 roku oddział konny najeźdźców uzbrojony w cztery armaty ostrzelał warownię, wysadził most oraz bramę, a gdy Szwedom udało się wedrzeć do środka, wymordowali całą załogę (źródła podają liczbę 200-460 ofiar) nie oszczędzając nikogo. Wprawdzie będący na usługach Skandynawów holenderski kronikarz Samuel von Pufendorf zapisał, że wycięto tylko tych, którzy byli pod bronią, a ukrywające się na zamku kobiety i dzieci ocalały, ale wydaje się to wątpliwe. Zginęło wówczas w całej Gołańczy 425 osób.
We wrześniu 2010 roku w trakcie badań archeologiczno-architektonicznych prowadzonych pod kierownictwem dr. Artura Różańskiego z Instytutu Prahistorii Uniwersytetu im. A. Mickiewicza w Poznaniu i mgr. Tomasza Olszackiego z Instytutu Archeologii Uniwersytetu Łódzkiego w czasie wykopalisk prowadzonych w obrębie dziedzińca zamku dolnego natrafiono na masową mogiłę datowaną na połowę XVII w., w której szkielety, ułożone w porządku anatomicznym, lecz w sposób wskazujący na brak poszanowania ciał w czasie pochówku, nosiły ślady charakterystyczne dla dobijania rannych (czaszki rozbite kamieniami wyjętymi z bruku) i grabieży (brak śladów ubiorów).
Po wycofaniu się Szwedów warownię odbudowano, najpierw zrobił to Marcin Franciszek Smogulecki, który m.in. wybudował klatkę schodową konstrukcji szachulcowej, uprzątnął południową część muru obwodowego i wybudował, zachowaną częściowo do dzisiaj, barokową bramę. 
W XVIII wieku – z inicjatywą przebudowy wystąpił generał Jan Jerzy Flemming, który przekształcił zamek w niewielką szlachecką rezydencję. Potem obiekt znalazł się w rękach m.in. Przebendowskich, Mielżyńskich i Czarneckich. Za czasów tych ostatnich mocno zaniedbany już zamek po raz kolejny poddano działaniom remontowym, co na pewien czas oddaliło widmo ruiny. Pomimo wysiłków właścicieli był on jednak w coraz gorszej kondycji i jako nie nadający się do dalszej eksploatacji został ostatecznie opuszczony około roku 1830. Przez następne 100 lat zameczkiem nikt się specjalnie nie interesował. Dopiero w 1. połowie XX wieku skupił on uwagę historyków – najpierw niemieckich, którzy w latach 1941-1943 prowadzili na jego terenie prace archeologiczne – a później polskich. Po wojnie w okresie 1951-1953 zabezpieczyli oni zabytkową ruinę i poddali ją konserwacji. W roku 1989 warownię kupiła (prawdopodobnie) obywatelka USA. W 2008 roku zamek został przejęty przez samorząd. 
Stan obecny zamku
Gołaniecki zamek to obecnie zabezpieczona betonowymi stropami, zadaszona ceglana wieża z częściowo otaczającymi ją 4-metrowej wysokości murami, zachowanymi od strony północnej i od zachodu. W narożu murów wznosi się cylindryczna baszta z otworem strzelniczym; fragmentarycznie przetrwała też barokowa brama wjazdowa z drugiej połowy XVIII wieku, zbudowana na fundamentach bramy gotyckiej. Stojąca nad samym brzegiem jeziora ruina jest ogólnie dostępna z zewnątrz, natomiast wstępu w zakres międzymurza i do samej wieży broni prowizoryczny i niedbale ustawiony płot z drutu, który łatwo sforsować (na własną odpowiedzialność).

## Architektura zamku
Głównym elementem XIV-wiecznej siedziby rodowej Pałuków był murowana wieża o podstawie prostokątnej (17x11), zbudowana z cegły na kamiennych fundamentach. Jej wnętrze na każdej kondygnacji podzielone było na trzy pomieszczenia, dwie ogrzewane kominkami izby i wąski trakt komunikacyjny (później) w postaci schodów. Pomieszczenia te powiększono optycznie poprzez wycięcie w ścianach ostrołukowych wnęk. Dostęp świeżego powietrza i światła zapewniały porozmieszczane w prosto rozglifionych wnękach niewielkie otwory okienne. Konstrukcję główną otaczały zapewne inne drewniane budynki i urządzenia obronne (prawdopodobnie wówczas jeszcze wał z palisadą). W drugiej połowie XV stulecia założenie zostało zmodernizowane: gmach podwyższono o dwa poziomy, przekształcając w wieżę mieszkalno-obronną z salą reprezentacyjną na piętrze górnym. Dziedziniec otoczono czworobokiem murów wzmocnionych cylindryczną wieżą położoną w narożniku północno-zachodnim oraz budynkiem bramnym w kurtynie zachodniej. Być może wtedy powstał też trzyizbowy dom w części południowej dziedzińca i ew. wieża wschodnia. Obronność zamku wzmacniała otaczająca go fosa zasilana wodą z leżącego tuż obok jeziorka Smolary.

## Legenda o kasztelance Hance
Na temat tragicznych chwil z czasów Potopu szwedzkiego powstało wiele lokalnych legend. Jedna z nich mówi, że do obrony zamku w Gołańczy zachęcała rodaków piękna starościanka Hanna. Dowódca szwedzkiego oddziału zdecydował się przerwać oblężenie, ale pod warunkiem, że odważna dziewczyna zostanie jego żoną. Ta – niczym legendarna Wanda, co z Niemcem dzieci mieć nie chciała – odmówiła wybierając śmierć w pobliskim jeziorze. Inna legenda głosi, iż przyczyną zejścia starościanki nie był uparty szwedzki adorator, lecz rozpacz na wieść o zamiarze poddania zamku wobec wielokrotnej przewagi wroga. W obliczu jej samobójstwa obrońcy postanowili walczyć do końca. Nie udało się. Szwedzi przełamali opór, a potem zrobili swoje.
Historie ze starościanką mają różne fabuły, ale zakończenie jedno: Hanka zawsze kończyła życie w stawie. Mówi się, że odtąd każdego roku w wigilię nocy świętojańskiej z toni wód jeziora wynurza się w pobliżu zameczku niezwykłej urody dziewica. To starościanka Hanna, która we włosy ma wplecione lilie, a prócz tego w jednej z rąk trzyma bukiecik z tych pięknych kwiatów. W ciemnościach nocy smętnie spogląda na gołaniecki zamek, a gdy wybije północ – jej postać ginie w toni jeziora. Dopełnieniem tych legend są opowieści mieszkańców tych okolic, którzy twierdzą (ci bardziej wrażliwi), iż każdej nocy między godziną 24 a 1 spotkać można widmo mężczyzny w czarnym stroju, który spod łuku bramy zamkowej spogląda na miasto. To ponoć zjawa samego starosty gołanieckiego, który opłakuje samobójczą córkę.